# Dulce Amargo
Dulce Amargo é um livro de poemas escritos pela atriz e cantora mexicana Dulce María, lançado pela Editora Caras no México e América Latina e pela On Line Editora no Brasil. No livro consta poemas, desenhos e letras de canções que foram escritos por ela quando ainda era adolescente e mostrando todos os seus sentimentos durante essa fase.
Em 2014 o livro foi relançado, apresentando mais poemas e desenho e com o subtítulo "Recuerdos de una adolescente" no México, Estados Unidos e Argentina pela editora Urano. No Brasil foi lançado pela editora Universo dos Livros, se tornando um sucesso de vendas.

## Lançamento
Dulce conta em suas entrevistas que escreve todos os dias, e que durante suas turnês com o grupo RBD, quando podia, escrevia seus sentimentos e guardava-os, até que um dia lhe bateu a vontade de compartilhar algumas coisas que escreveu com seus fãs.
O livro foi lançado em 14 de fevereiro de 2008, dia dos namorados no México. Um pouco mais de 7 mil pessoas foram ao lançamento da obra e mais tarde o livro chegou a outros países, sendo divulgado mundialmente por diversas editoras em mais de um idioma. No México foi lançado pela "Editora CARAS" enquanto no Brasil foi lançado pela On Line Editora.

## Poemas
I. Confesiones Noturnas
- Le Pido A La Luna.
- Con La Maleta Llena.
- Un Mar de Gente.
- Buscando La Paz.
- Una Caja Del Tiempo.
- Pobre Luna.
- ¿Que Pasa Hoy?
- Confesión I.
- Confesión II.
- Sola en La Batalla.
- Se Me Ha Congelado El Alma.

II. Reflexiones Íntimas
- Tengo Que Abrir Los Ojos.
- Eterno.
- ¿Por Qué?
- ¡Arriésgate!
- Los Espejos.
- Historias de Amor en La Cabeza.
- La Vida.
- Mantener La Magia.
- Disfraces Y Antifaces.
- ¿De Dónde Vienen Las Lágrimas?
- Pedacitos de Estrellas.

III. Momentos Dulces
- Yo.
- El Centro de Dulce.
- Como Olas del Mar.
- Me Convertí en Tu Reflejo.
- Para tí Que Me Estas Esperando.
- El Mar de Tu Mirada.
- Una Noche de Invierno.
- Tú.
- Ladrón de Tiempo.
- Una Vez Más.
- La Luna no Miente.
- Atardecer Rosa.
- Arco Iris de Luna.

IV. Y Amargos
- Mi Compañía es La Nostalgia.
- Contando Estrellas.
- Sigo Siendo la Misma.
- Mañana Te Irás.
- Vacía.

V. Canciones Ineditas
- Si Pudiera Explicar.
- Dime Cómo.
- Las Horas Perdidas.
- Prisionera.
- El Primero.
- Tu Suéter.
- Confieso.
- 24 Horas del Día.

## Relançamento
Em 2014 Dulce anunciou que estava em negociações com diversas editoras para relançar o livro com mais poemas, feitos por elas dos 11 a 21 anos, e com mudanças também nos desenhos.
Em 6 de dezembro de 2014, sete anos após da primeira edição de seu livro Dulce Amargo lançou a reedição do livro na reconhecida Feria Internacional Del Libro de Guadalajara (FIL), pela Editora Urano. A nova versão apresenta mais poemas e recebeu o subtítulo Recuerdos de una adolescente. Em 14 de fevereiro de 2015 foi lançado em formato digital em todo o mundo, com tradução em português para o Brasil. A versão impressa do livro foi lançada no México, Estados Unidos e Argentina pela Editora Urano e no Brasil pela Universo dos livros, se tornando um sucesso de vendas. No México ficou por diversas semanas entre os 10 mais vendidos, chegando a alcançar a primeira posição e no Brasil ficou entre os mais vendidos segundo a Revista Veja e PublishNews. Com três meses do seu lançamento no Brasil, o livro já havia vendido mais de 3 mil cópias.